# Dyskografia DJ-a Khaleda
Artykuł przedstawia dyskografię amerykańskiego producenta muzycznego i dj-a – Khaleda. Zawiera albumy, single oraz teledyski.
Zadebiutował albumem Listennn... the Album w 2006 roku, natomiast rok później, wydał album pt. We the Best. Drugi album zawiera dwa hity „We Takin’ Over” w którym wystąpili Akon, T.I., Rick Ross, Fat Joe, Birdman i Lil Wayne i „I’m So Hood” z udziałem T-Pain, Rick Ross, Trick Daddy, i Plies. Pierwszy utwór uzyskał status złotego a drugi platynowego singla. W 2008 roku Khaled wydał We Global na którym wystąpili tacy muzycy jak: Kanye West, Fabolous, Nas, Game, Sean Paul czy Pitbull. Kompozycja zadebiutowała na 7. miejscu notowania Billboard 200 i rozeszła się w ilości 59.573 egzemplarzy w pierwszym tygodniu. Do czerwca 2009 roku sprzedano 294.000 nośników. W marcu 2010 roku ukazał się nowy album DJ-a Victory. 19 lipca 2011 roku ukazał się najnowszy album pt. We the Best Forever. Khaleda wspomogli Drake, Lil Wayne, T-Pain, Young Jeezy, piosenkarka Keyshia Cole, Bun B czy Kevin Rudolf. Płyta była promowana dwa teledyskami „Welcome to My Hood” i „I’m On One”. Album zadebiutował na 5. miejscu notowania Billboard 200 i rozszedł się w ilości 53.000 egzemplarzy.

## Albumy
| 2006                           | Listennn... the Album - Data: 6 czerwca, 2006 - Wydawca: Terror Squad, KOCH - Format: CD, digital download                 | 12 | 3 | 3 | – | –  |
| 2007                           | We the Best - Data: 12 czerwca, 2007 - Wydawca: Terror Squad, KOCH - Format: CD, digital download                          | 8  | 2 | 2 | – | –  |
| 2008                           | We Global - Data: 16 września, 2008 - Wydawca: Terror Squad, KOCH, We the Best - Format: CD, digital download              | 7  | 4 | 3 | 1 | 33 |
| 2010                           | Victory - Data: 2 marca, 2010 - Wydawca: Terror Squad, We the Best, E1 - Format: CD, digital download                      | 14 | 5 | 2 | 1 | 56 |
| 2011                           | We the Best Forever - Data: 19 lipca, 2011 - Wydawca: Terror Squad, We the Best, Cash Money - Format: CD, digital download | 5  | 2 | 1 | – | 57 |
| „–” pozycja nie była notowana. | |    |   |   |   |    |

## Single

### Solowe
| Rok                            | Tytuł                                                                                     | Najwyższa pozycja | Najwyższa pozycja | Najwyższa pozycja | Najwyższa pozycja | Najwyższa pozycja | Certyfikacje                  | Album                 |
| Rok                            | Tytuł                                                                                     | US                | US R&B            | US Rap            | CAN               | UK                | Certyfikacje                  | Album                 |
| ------------------------------ | ----------------------------------------------------------------------------------------- | ----------------- | ----------------- | ----------------- | ----------------- | ----------------- | ----------------------------- | --------------------- |
| 2006                           | „Holla at Me” (featuring Lil Wayne, Paul Wall, Fat Joe, Rick Ross & Pitbull)              | 59                | 24                | 15                | –                 | –                 |                               | Listennn... the Album |
| 2006                           | „Grammy Family” (featuring Kanye West, Consequence & John Legend)                         | –                 | 124               | –                 | –                 | –                 |                               | Listennn... the Album |
| 2006                           | „Born-N-Raised” (featuring Trick Daddy, Pitbull & Rick Ross)                              | –                 | 83                | –                 | –                 | –                 |                               | Listennn... the Album |
| 2007                           | „We Takin’ Over” (featuring Akon, T.I., Rick Ross, Fat Joe, Birdman & Lil Wayne)          | 28                | 26                | 11                | 92                | –                 | - US: platyna - CAN: złoto    | We the Best           |
| 2007                           | „I’m So Hood” (featuring T-Pain, Trick Daddy, Rick Ross & Plies)                          | 19                | 9                 | 5                 | –                 | –                 | - US: platyna                 | We the Best           |
| 2008                           | „Out Here Grindin” (featuring Akon, Rick Ross, Plies, Lil Boosie, Ace Hood & Trick Daddy) | 38                | 32                | 17                | 71                | –                 | - US: złoto - CAN: złoto      | We Global             |
| 2008                           | „Go Hard” (featuring Kanye West & T-Pain)                                                 | 69                | 53                | 19                | –                 | –                 |                               | We Global             |
| 2009                           | „Fed Up” (featuring Usher, Young Jeezy, Rick Ross & Drake)                                | 108               | 45                | 22                | –                 | –                 |                               | Victory               |
| 2010                           | „Put Your Hands Up” (featuring Young Jeezy, Plies, Rick Ross & Schife)                    | –                 | 102               | –                 | –                 | –                 |                               | Victory               |
| 2010                           | „All I Do Is Win” (featuring T-Pain, Ludacris, Rick Ross & Snoop Dogg)                    | 24                | 8                 | 6                 | 69                | –                 | - US: 2x platyna - CAN: złoto | Victory               |
| 2011                           | „Welcome to My Hood” (featuring T-Pain, Rick Ross, Plies & Lil Wayne)                     | 79                | 30                | 14                | –                 | –                 |                               | We the Best Forever   |
| 2011                           | „I’m on One” (featuring Drake, Rick Ross & Lil Wayne)                                     | 10                | 1                 | 1                 | 67                | 78                | - US: złoto                   | We the Best Forever   |
| 2011                           | „It Ain’t Over Til It’s Over” (featuring Mary J. Blige, Fabolous & Jadakiss)              | –                 | 52                | –                 | –                 | –                 |                               | We the Best Forever   |
| 2011                           | „Legendary” (featuring Chris Brown, Keyshia Cole & Ne-Yo)                                 | –                 | 100               | –                 | –                 | –                 |                               | We the Best Forever   |
| „–” pozycja nie była notowana. |                                                                                           |                   |                   |                   |                   |                   |                               |                       |

### Inne notowane utwory
| 2010                           | „On My Way” (featuring Kevin „KC” Cossom, Bali, Ace Hood, Ball Greezy, Iceberg, Rum, Gunplay, Desloc & Young Cash) | 116 | Victory |
| „–” pozycja nie była notowana. | |     |         |

### Gościnnie
| 2007                           | „100 Million” (Birdman featuring DJ Khaled, Rick Ross, Dre, Young Jeezy & Lil Wayne) | 118 | 69 | 19 | 5 * Stunna |
| „–” pozycja nie była notowana. |                                                                                      |     |    |    |            |

## Teledyski

### Własne
| Rok  | Tytuł | Reżyseria        |
| ---- | --- | ---------------- |
| 2006 | "Holla at Me" (featuring Lil Wayne, Paul Wall, Fat Joe, Rick Ross & Pitbull)                                                                             | Malcolm Jones    |
| 2006 | "Grammy Family" (featuring Kanye West, Consequence & John Legend)                                                                                        | Bernard Gourley  |
| 2006 | „Born-N-Raised” (featuring Trick Daddy, Pitbull & Rick Ross)                                                                                             | Gil Green        |
| 2007 | "We Takin’ Over" (featuring Akon, T.I., Rick Ross, Fat Joe, Birdman & Lil Wayne)                                                                         | Gil Green        |
| 2007 | „I’m So Hood” (featuring T-Pain, Trick Daddy, Rick Ross & Plies)                                                                                         | Gil Green        |
| 2007 | „I’m So Hood (Remix)” (featuring T-Pain, Young Jeezy, Ludacris, Busta Rhymes, Big Boi, Lil Wayne, Fat Joe, Birdman & Rick Ross)                          | Dayo & Rush      |
| 2008 | "Out Here Grindin" (featuring Akon, Rick Ross, Plies, Lil Boosie, Ace Hood & Trick Daddy)                                                                | Gil Green        |
| 2008 | „Go Hard” (featuring Kanye West & T-Pain) | Hype Williams    |
| 2009 | "Fed Up" (featuring Usher, Young Jeezy, Rick Ross & Drake)                                                                                               | Gil Green        |
| 2010 | „Put Your Hands Up” (featuring Young Jeezy, Plies, Rick Ross & Schife)                                                                                   | Dayo & Gil Green |
| 2010 | „All I Do Is Win” (featuring T-Pain, Ludacris, Rick Ross & Snoop Dogg)                                                                                   | Dayo             |
| 2010 | "All I Do Is Win (Remix)" (featuring T-Pain, Rick Ross, Busta Rhymes, Diddy, Nicki Minaj, Fabolous, Jadakiss, Fat Joe & Swizz Beatz)                     | Gil Green        |
| 2011 | „Welcome to My Hood” (featuring T-Pain, Rick Ross, Plies & Lil Wayne)                                                                                    | Gil Green        |
| 2011 | "Welcome To My Hood (Remix)" (featuring Ludacris, T-Pain, Busta Rhymes, Twista, Mavado, Birdman, Ace Hood, Fat Joe, Jadakiss, Bun B & Waka Flocka Flame) | Dayo             |
| 2011 | „I’m On One” (featuring Drake, Rick Ross & Lil wayne) | Gil Green        |

### Gościnnie
| Rok  | Tytuł                                                                        | Artysta  |
| ---- | ---------------------------------------------------------------------------- | -------- |
| 2009 | „100 Million” (featuring DJ Khaled, Rick Ross, Dre, Young Jeezy & Lil Wayne) | Birdman  |
| 2008 | „Cash Flow” (featuring T-Pain, Rick Ross & DJ Khaled)                        | Ace Hood |
| 2010 | „For My Hood” (featuring DJ Khaled & Sean Kingston)                          | Bow Wow  |